# Alpár Ignác-díj
Az Alpár Ignác-díjat az Építőipari Tudományos Egyesület (mai nevén: Építéstudományi Egyesület, rövidítve: ÉTE) alapította 1958-as közgyűlésén Alpár Ignác-emlékérem néven. A díjjal az építőipar területén elért kimagasló műszaki, tudományos, valamint oktatási eredményeket, továbbá az egyesületen belül végzett társadalmi munkát kívánták elismerni. Az elismerés neve 1998-ban Alpár Ignác-díjra változott, emiatt több névváltozat ismert a közvélemény előtt, továbbá az Alpár-érem illetve Alpár-díj elnevezés is használatos.

## Az érem
Az érem tervezője – feltehetően az egyesület akkori elnökének, Rados Kornélnak a javaslatára – Kákonyi István volt. Az érem egyik oldalán Alpár Ignác feje látható profilból, körülötte az egyesület neve, és az Alpár Ignác-emlékérem felirat, másik oldalán egy görög oszlopfő. Az 1990-es évek közepén az érem elfogyott, az alkotó pedig már nem élt akkor, így az egyesület egy új érme elkészítéséről – és az elismerés átnevezéséről – döntött. Az új érem Ágh Fábián Sándor munkája, aki már szemből ábrázolta Alpárt, mellette az Alpár Ignác-díj felirattal, a hátoldalon pedig a volt Tőzsdepalota épületének sziluettje látható.

## Odaítélése
1958-ban még decemberben, 1959-től azonban az építők napján, vagyis június első vasárnapján adták át a díjat, néhány alkalommal azonban az egyesület közeli időpontban megtartott közgyűlésére időzítették a díjátadót (pl.: 1972, 1976). 1959-től hét díjazott volt: ketten I. (arany), ketten II. (ezüst), hárman pedig III. (bronz) fokozatú díjat kaptak. 1960-ban az arany fokozattal 5 ezer, az ezüsttel 3500, a bronzzal 2 ezer forint jutalom járt, 1988-ban az emlékérem mellé 10 ezer forint jutalmat adott az egyesület.
A díj – legalábbis a szakmában – hamar ismert lett, az országos napisajtó pedig kezdetben rendszeresen tájékoztatott odaítéléséről és a díjazottakról. 1971-ben a BME Középülettervezési Tanszékén az egyetemi docensi állás meghirdetésekor a szakmai elismerés alátámasztásaként Ybl- vagy Alpár díj meglétét írta elő pályázati feltételül. A díjátadásokról szóló beszámolók azonban az 1980-as évekre teljesen kikoptak az országos sajtóból, ma pedig még az internetes szaksajtó is csak alkalmanként vagy nekrológban ad hírt a díjazottakról.

## Díjazottak
A díjazottak listáját közzétették az Építéstudományi Egyesület honlapján, ahol azonban nem jelölték a díjak fokozatát, és a lista hiányos. 1998-ig évente hét elismerést adtak át, de vannak évek, ahol ennél kevesebb díjazott szerepel a listában. A lenti gyűjtés számos forrás alapján készült (az egyes éveknél vagy neveknél jelezve), de így sem teljes, hiszen közel 400 alkalommal adtak át díjat, a névsor pedig ennél kevesebb tételből áll.

### 2001-
2019
- Frey Lajos, Szulyovszky László, Töreky Balázs

2018
- Kontra Jenő, Sztermen Péter

2017
- Semmelweis Tamás és Uhrinyi Balázs

2016
- Szádeczky-Kardoss Gábor

2015
- Lipcsei Gábor, Mezei László, Róth Ernő

2014
- Semmelweis Ferenc

2013
- dr. Becker Gábor, Perjési Emilné

2009
- Kajtár Lajos, Vízy László

2008
- Alex Ágnes, Dobó László, Ferenczy József Géza, Korcsmár István, László László, Mikolás Tibor DLA, Zámbó Ernő

2007
- Dr. Balázs György, Dr. Gillyén Jenő, Makkainé Hoksza Éva, Mikó Imre, Simcsik Pál

2006
- Ágostházi László DLA, Dr. Fiala István, Kmetykó János, Kovács Sándor, Várjon Dénes, Vetró Mihály és Weszelits Gergely

2005
- Haraszti László, Jancsó Gábor dr., Kincses György, Názon Gyula, Tóti Magda

2004
- Gyülvészi Tamás,[11] Bukovszki András, Fodor A. Csaba, Gyalókay Gábor, Gyulai Judit dr., Kovács Ferenc, Pataky Elemér

2003
- Bubla Zoltán, Dombai Lászlóné, Gőzné Pap Iringó, Magyar Zoltán, Mosoni György, Papp Lukács, Perényi László

2002
- Chappon Miklós dr., Hollai Pál, Kalocsai István Kiss Jenő dr., Lengyel Szabolcs, dr. Lukács László, Mura Mészáros József, Pongrácz Lajos, Preisich Katalin, Szende Árpád

2001
- Arató György, Bank Lajos, Horváth Károly, Kovács Béla, Krausz József, Morvai Gusztávné, dr. Szabó Tamás

### 1981-2000
2000
- Ábrahám Ferenc, Ágostháziné Dr. Eördögh Éva, Kovács Imre, Neumann Ádám, Rácz József, Rébay Lajos, Tápai Antal

1999
- Asztalos Kálmán, Bartos Sándor, Bicskei Attiláné, Dési Albert, Heckenast Péter, Ivánkay Kálmán, Mécs Ernő, dr. Paragi István, dr. Rudnyánszky Pál, Szabados Béla, Vajda Zsuzsa

1998
- Barna Lajos, Hertelendy Lajosné, Lovas Bálint, Magyar József, dr. Nagy Pál, Polgár László, dr. Szabó László, Temesi Miklós

1997
- Kiss Lajos, Morvay Béla, dr. Nacsa János, Schréder Mihály, Seenger Pál, dr. Tóth Zoltán

1996
- Kerekes István, Kereszty Gyula, Kosztrián János, Móra Géza, dr. Székely László, Tóth Béla

1995
- Benedek István, Borbola László, Halász György, Jakabné Raskó Mária, Lánczos Pál, Szinyei Béla, Ujvári Miklós, Vaszilievits-Sömjén Györgyné, dr. Zettner Tamás

1994
- Ihrig Dénes, László László, Molnár Pál, Nagyunyomi-Sényi Gábor, dr. Orbán József Papp János, dr. Petró Bálint, Semmelweis Ferenc, Zábránszkyné Pap Klára

1993
- Bánhidi László, Hikisch Lóránt, Kámán Béla, Korompai Viktor, Kreszán Albert, Loydl Tamás, Pintér László, Reisch Róbert

1992
- Bittmann Ernő, Csanádi József, Diószeghy Miklós, Horváth Z. Kálmán, Jelinek István, Kocsis Attila, Ozvári György, Pataky Szabolcs, Szabó Iván

1991
- Bálint Péter, Baumann Pál, Fejes Mária, Gábor Ferenc, Holló Csaba, Nagy Zoltán, dr. Ráczkevi Gyula, Szabó Jenő

1990
- Kollár Lajos,[12] B. Tóth Ferenc, Harsányi István, Hegedüs Imre, Jámbor Ferenc, dr. Stadler József, dr. Stentzl Ferenc

1989
- Bíró Péter, dr. Bozsó Ferencné, Hornyák Endre,[13] dr. Kerek András, dr. Rozgonyi Tibor, Zilahy János Péter

1988
- Horváth Z. Kálmánné, Makra Magdolna, Matus János, Vallyon István

1987
- Goschy Béla, Hunyadi Béla, Kajtár Lajos, Kraszkó Pál, Marosi József, Mischl Róbert, Veszelák Róbert

1986
- Főző János, Mentesné Zöldy Sarolta, Nagy Miklós, Tatár Dezső

1985
- Kocsis János, Koppány Attila, Meszléry Celesztin, Paszler József, Posgay Csaba, Somogyi László

1984
- Ávár Tibor, Bányai Miklós, Bogdán György, Fülöp Imre, Kiss József, Luda László, Szécsi László

1983
- Bazsó Lajos, Egyed Ferenc, Elekes Andrásné, Novák Tamás, Petrasovszky István, Tóth Gábor, Varga László

1982
- Kádár Zoltán, Korda Árpád, Rokszin Mihály, dr. Sámsondi Kiss György, Szabó Sándor, Rokszin Mihály, Szabó Sándor

1981
- Hajdú Ferenc, a Mélyépítő Vállalat termelési igazgatóhelyettese, Kozma Tamás, az ÉVM főosztályvezető-helyettese Mueller Othmár, az Igazságügyi Műszaki Szakértő Iroda vezetője, Szakál András, a Fővárosi Szerelőipari Vállalat műszaki igazgatóhelyettese, Száva István, a Vegyiműveket Tervező Vállalat főépítésvezetője, Rajnai János, a 26. sz. Állami Építőipari Vállalat építésvezetője, Tóth Lajos, a Szabolcs megyei Állami Építőipari Vállalat műszaki igazgatóhelyettese

### 1958-1980
1980
- dr. Bozsó Ferenc, Csépes Sándor, dr. Horváth Béla, Pőcz Béla István dr. Vida Miklós, Pőcz Béla István, dr. Vida Miklós

1979
- Molnár Dénes, Sorosi Gyula, Szoyka Pál dr. Vajda Zoltánné, dr. Winkler Gábor, Szoyka Pál

1978
- I. fokozat: Trautmann Rezső, az Elnöki Tanács helyettes elnöke, az egyesület elnöke, dr. Részegh Csaba, az Építéstudományi Intézet tudományos osztályvezetője
- II. fokozat: Korek Ferenc, a Békés megyei ÁÉV igazgatója, Svinger József, a Veszprém megvei Tanács építési főosztályának főmérnöke
- III. fokozat: Völgyes István az Építéstudományi Intézet tudományos tagozatvezetője, Kispál Károly, az Északmagyarországi Tervező Vállalat műszaki osztályvezetője, dr. Érdi Tamás[17]

1977
- Farkas Gábor a Bács-Kiskun Megyei Tervező Vállalat osztályvezetője,[18] Hajós György, Kvassay Tibor, dr. Nemes Géza, Tamás László, Tuma Kornél[8]

1976
- Harmath László,[19] Harmati János, Körmendi József, Schaefer György, Visy Zoltán[8]

1975
- Tarnai László,[8] Gnädig Béla[20]

1974
- Ballay István, Dános György, Darvas Olivér, Fodor Gyula, dr. Kubinszky Mihályné, Borsos József

1973
- Bartócz József, Hiller József, Jakab Árpád, dr. Letényi Árpád, Scholtz Béla, dr. Szabó János, Tarján László[22]

1972
- Bodnár Ferenc, dr. Harasta Miklós, dr. Koblencz József, Kordik László, Scharle Gyula, Tóth Kálmán[8]

1971
- I. fokozat: Glass Tamás, a 43. sz. Állami Építőipari Vállalat vezérigazgató-helyettese, Mikolás Tibor, a Debreceni Tervező Vállalat főmérnöke
- II. fokozat: Beczássy Zoltán, az Általános Épülettervező Vállalat nyugalmazott főgépésze, dr. Gerő István, Építésgazdasági és Szervezési Intézet igazgatója
- III. fokozat: Messinger Gézáné, a Mezőgazdasági és Élelmezésügyi Minisztérium főelőadója, Nagy Sándor, a Békés megyei Építőipari Vállalat műszaki osztályvezetője és  Varga Márton, a Földmérő és Talajvizsgáló Vállalat műszaki osztályvezetője

1970
- I. fokozat: Szathmáry László, dr. Fekete Iván

dr. Magyar József, Onódy Márton, Balogh Zoltán
1969
- I. fokozat: Simor János építésügyi és városfejlesztési miniszterhelyettes, dr. Macskásy Árpád tanszékvezető egyetemi tanár
- II. fokozat: dr. Deák György és  dr. Újhelyi János
- III. fokozat: Deák János, Körösfalvi Pál, Huszka Károly

1968
- Nagy Zoltán, Opitzer Károly,  Tomory László

1967
- Mészáros Ferenc, dr. Rudnyánszky Pál, dr. Tar József

1966
- I. fokozat: dr. Kunszt György, dr. Menyhárt József
- II. fokozat: Cziglina Vilmos, Gilyén Jenő
- III. fokozat: Hetényi Antal, dr. Kubinszky Mihály, Ócsvár Rezső

1965
- I. fokozat: Lux László és Takács Gyula építészek
- II. fokozat: Ruzicska Béla építész és Török Ferenc mérnök
- III. fokozat: Harmos Károly mérnök, Kovács Jenő építész és Kovács Lajos gépészmérnök

1964
- I. fokozat: Katona József, Molnár Miklós
- II. fokozat: Hegedűs Béla, Zámolyi Ferenc
- III. fokozat: Bajnay László, Heincz Mihály, Szabó Ferenc

1963
- I. fokozat: dr Gabos György és Sédy Tivadar
- II. fokozat: Messinger Géza és Rosivall Ferenc
- III. fokozat: dr. Lelényi Árpád, Marosán Ede és Würschinger Zoltán

1962
- I. fokozat: Lux Kálmán, Weisz Gyula
- II. fokozat: Mester István, Fék Miksa
- III. fokozat: Beszédes Kornél építész és Kékesi Nándor építész a 43-as ÁÉV osztályvezetője, Lantos Zoltán vegyészmérnök

1961
- Kordik László, Lakos Andor

1960
- I. fokozat: dr. Gyengő Tibor, az I-es számú Épületelemgyár mérnöke, a sikeres kutató- és szakirodalmi tevékenységéért, Sebestyén Gyula, az Építéstechnikai és Építésgazdasági Iroda mérnöke, aki a szakmai oktatásban végzett eredményes társadalmi munkát
- II. fokozat: 2 fő[33]
- III. fokozat: 3 fő[33]

1959
- I. fokozat: Boschán István egyetemi tanár, Hunyady Domokos okleveles mérnök
- II. fokozat: Kelen Tibor és Biczók Imre főmérnök
- III. fokozat: dr. Tiszai István, Tóth László építészmérnök és Förster Tamás gépészmérnök

1958
- Marjalaky Sándor